# Пупонин, Анатолий Иванович
Анатолий Иванович Пупонин (18 марта 1940 — 9 мая 2000) — советский и российский учёный в области научных основ земледелия, доктор с.-х. наук (1987), профессор (1987), академик РАСХН (1990). С 1992 г. ректор МСХА им. Тимирязева.

## Биография
Родился в пос. Змиевка Орловской области. Окончил в 1963 г. Московскую сельскохозяйственную академию им. К. А. Тимирязева (ТСХА). После службы в армии (1963—1965) учился в аспирантуре Московского института инженеров сельскохозяйственного производства.
После защиты диссертации работал в ТСХА: научный сотрудник лаборатории экономических исследований (1969—1970), старший преподаватель, доцент кафедры земледелия (1971—1978), секретарь парткома (1978—1981), проректор по научной работе (1981—1991). С 1992 по 2000 г. — ректор МСХА.
Заместитель министра сельского хозяйства Российской Федерации (1991—1994).
Область научных исследований — ресурсосберегающие почвозащитные технологии обработки почвы.
Награждён орденом «Знак Почета» (1981), двумя медалями. Первая премия им. В. Р. Вильямса, III премия Минвуза СССР (1986).
Автор и соавтор 39 книг и брошюр, из них 15 учебников и учебных пособий. В их числе:
- Научные основы интенсивного земледелия в Нечернозёмной зоне: Учеб. пособие для слушателей ФПК, руководящих кадров и специалистов сел. хоз-ва / Соавт.: Б. А. Доспехов и др. — М.: Колос, 1976. — 208 с.
- Обработка почвы в интенсивном земледелии Нечернозёмной зоны. — М.: Колос, 1984. — 184 с.
- Переуплотнение пахотных почв: причины, следствия, пути уменьшения / Соавт.: А. Г. Бондарев и др. — М.: Наука, 1987. — 215 с.
- Ресурсосберегающие технологии обработки почвы в зональных системах земледелия: (Рекомендации) / Соавт.: И. П. Макаров и др.; РАСХН; МСХА; Координац. Совет по обраб. почвы. — М., 1993. — 180 с.
- Зональные системы земледелия (на ландшафтной основе): Учеб. для с.-х. вузов по агр. спец. / Соавт.: Г. И. Баздырев и др. — М.: Колос, 1995. — 286 c.
- Оценка энергетической эффективности возделывания сельскохозяйственных культур в системе земледелия: Учеб.-метод. пособие / Соавт. А. В. Захаренко. — М.: Изд-во МСХА, 1998. — 40 c.
- Управление сорным компонентом агрофитоценоза в системах земледелия: Учеб. пособие / Соавт. А. В. Захаренко. — М.: Изд-во МСХА, 1998. — 154 c.